# Équipe de France amateure de rugby à XIII
Pour les articles homonymes, voir Équipe de France de rugby et Équipe de France.
Cet article traite de l'équipe masculine amateure. Pour l'équipe masculine professionnelle, voir Équipe de France de rugby à XIII.
L'équipe de France amateure de rugby à XIII est une sélection des meilleurs joueurs français de rugby à XIII évoluant sous statut amateur ou semi-amateur.
Au cours des décennies qui ont suivi l'introduction du rugby à XIII en France, elle dispute des test-matchs réguliers, principalement contre l'Angleterre.
Mise en sommeil dans les années 2000, elle renait en 2019, notamment pour rencontrer les équipes étrangères analogues, ou les nations émergentes du rugby à XIII, comme la Serbie et l'Allemagne.

## Histoire
On considère que l'année de naissance de cette équipe est 1935 : à cette époque, elle est « l'émanation des clubs autres que la Division Nationale ». Et elle prend officiellement le titre de « Équipe de France Fédérale » en 1975. 
A noter qu'elle dispute principalement des matchs contre l'Angleterre, mais aussi contre l'Italie et la Yougoslavie. Elle rencontre d'ailleurs celle-ci à Banja-Luka le 21 mail 1961 et ne la bat que de seulement trois points (score final 13-10).

## Personnalités
Cette équipe peut constituer une sorte de «  tremplin » pour les joueurs français : on note ainsi les exemples de Jacques Vergnol, Étienne Courtine, Patrick Carias [...]  qui ont porté le maillot de ce qu'on appelle aussi «  le XIII de France fédéral ».
Didier Meynard, entraineur de Baho et qui a joué pour cette équipe , est pressenti début 2020 pour être entraineur de la sélection : mais il déclinera finalement l'offre de la fédération.